# Campionatul Mondial de Atletism din 2023 - Săritura în înălțime (feminin)
Proba feminină de săritură în înălțime de la Campionatul Mondial de Atletism din 2023 a avut loc în perioada 25-27 august 2023 pe Centrul Național de Atletism din Budapesta, Ungaria.

## Program
Ora este ora Ungariei (UTC+1)
| Dată      | Oră   | Etapă      |
| --------- | ----- | ---------- |
| 25 august | 10:20 | Calificări |
| 27 august | 20:05 | Finala     |

## Rezultate

### Calificări
În finală s-au calificat toate sportivele care au sărit la înălțimea de 1,94m (C) sau cele mai bune 12 performanțe (c).
| Loc | Grupă | Nume                  | Țară                       | 1,75 | 1,80 | 1,85 | 1,89 | 1,92 | 1,94 | Rezultat final | Note  |
| --- | ----- | --------------------- | -------------------------- | ---- | ---- | ---- | ---- | ---- | ---- | -------------- | ----- |
| 1   | A     | Eleanor Patterson     | Australia                  | –    | –    | o    | o    | o    |      | 1,92           | c     |
| 1   | A     | Yaroslava Mahuchikh   | Ucraina                    | –    | –    | –    | o    | o    |      | 1,92           | c     |
| 3   | A     | Lamara Distin         | Jamaica                    | –    | o    | o    | xo   | o    |      | 1,92           | c     |
| 4   | A     | Morgan Lake           | Marea Britanie             | –    | –    | xxo  | o    | o    |      | 1,92           | c     |
| 5   | B     | Vashti Cunningham     | Statele Unite ale Americii | –    | o    | xo   | xxo  | o    |      | 1,92           | c     |
| 6   | B     | Nicola Olyslagers     | Australia                  | –    | –    | o    | o    | xo   |      | 1,92           | c     |
| 7   | A     | Angelina Topić        | Serbia                     | –    | o    | o    | o    | xxo  |      | 1,92           | c     |
| 8   | A     | Elena Kulichenko      | Cipru                      | o    | o    | xo   | xxo  | xxo  |      | 1,92           | c, PB |
| 9   | B     | Irina Gerashchenko    | Ucraina                    | –    | o    | o    | o    | xxx  |      | 1,89           | c     |
| 9   | B     | Lia Apostolovski      | Slovenia                   | –    | o    | o    | o    | xxx  |      | 1,89           | c     |
| 11  | B     | Nadejda Dubovitskaya  | Kazahstan                  | –    | xo   | o    | o    | xxx  |      | 1,89           | c     |
| 12  | B     | Christina Honsel      | Germania                   | o    | o    | o    | xo   | xxx  |      | 1,89           | c     |
| 12  | B     | Solène Gicquel        | Franța                     | o    | o    | o    | xo   | xxx  |      | 1,89           | c     |
| 12  | A     | Ella Junnila          | Finlanda                   | –    | o    | o    | xo   | xxx  |      | 1,89           | c     |
| 12  | A     | Nawal Meniker         | Franța                     | –    | o    | o    | xo   | xxx  |      | 1,89           | c     |
| 16  | B     | Elisabeth Pihela      | Estonia                    | –    | o    | xo   | xo   | xxx  |      | 1,89           |       |
| 17  | B     | Merel Maes            | Belgia                     | o    | o    | o    | xxo  | xxx  |      | 1,89           |       |
| 17  | B     | Tatiana Gusin         | Grecia                     | o    | o    | o    | xxo  | xxx  |      | 1,89           |       |
| 17  | A     | Iuliia Levcenko       | Ucraina                    | –    | o    | o    | xxo  | xxx  |      | 1,89           |       |
| 20  | A     | Airinė Palšytė        | Lituania                   | o    | o    | o    | xxx  |      |      | 1,85           |       |
| 20  | B     | Daniela Stanciu       | România                    | –    | o    | o    | xxx  |      |      | 1,85           |       |
| 20  | B     | Michaela Hrubá        | Cehia                      | o    | o    | o    | xxx  |      |      | 1,85           |       |
| 23  | A     | Johanna Göring        | Germania                   | o    | o    | xo   | xxx  |      |      | 1,85           |       |
| 23  | B     | Yuliya Chumachenko    | Ucraina                    | –    | o    | xo   | xxx  |      |      | 1,85           |       |
| 25  | A     | Kristina Ovchinnikova | Kazahstan                  | o    | xo   | xo   | xxx  |      |      | 1,85           |       |
| 25  | B     | Marija Vuković        | Muntenegru                 | –    | xo   | xo   | xxx  |      |      | 1,85           |       |
| 27  | A     | Valdileia Martins     | Brazilia                   | o    | o    | xxo  | xxx  |      |      | 1,85           |       |
| 28  | B     | Kimberly Williamson   | Jamaica                    | xo   | xxo  | xxo  | xxx  |      |      | 1,85           |       |
| 29  | A     | Erin Shaw             | Australia                  | o    | o    | xxx  |      |      |      | 1,80           |       |
| 29  | B     | Safina Sadullayeva    | Uzbekistan                 | –    | o    | xxx  |      |      |      | 1,80           |       |
| 29  | B     | Jelisaweta Matwejewa  | Kazahstan                  | o    | o    | xxx  |      |      |      | 1,80           |       |
| 32  | B     | Heta Tuuri            | Finlanda                   | xo   | o    | xxx  |      |      |      | 1,80           |       |
| 33  | A     | Fédra Fekete          | Ungaria                    | o    | xo   | xxx  |      |      |      | 1,80           |       |
| 34  | A     | Panagiota Dosi        | Grecia                     | o    | xxo  | xxx  |      |      |      | 1,80           |       |
| –   | A     | Jana Koščak           | Croația                    |      |      |      |      |      |      |                | NS    |

### Finala
Finala a avut loc pe 27 august și a început la ora 20:00.
| Rank | Name                  | Nationality                | 1,85 | 1,90 | 1,94 | 1,97 | 1,99 | 2,01 | 2,07 | Rezultat final | Note |
| ---- | --------------------- | -------------------------- | ---- | ---- | ---- | ---- | ---- | ---- | ---- | -------------- | ---- |
| 1    | Yaroslava Mahuchikh   | Ucraina                    | –    | o    | xo   | o    | o    | xo   | xxx  | 2,01           |      |
| 2    | Eleanor Patterson     | Australia                  | o    | o    | o    | xxo  | o    | xxx  |      | 1,99           | SB   |
| 3    | Nicola Olyslagers     | Australia                  | –    | o    | xo   | o    | xo   | xxx  |      | 1,99           |      |
| 4    | Morgan Lake           | Marea Britanie             | o    | o    | xxo  | xxo  | xx-  | x    |      | 1,97           |      |
| 5    | Lamara Distin         | Jamaica                    | o    | o    | o    | xxx  |      |      |      | 1,94           |      |
| 5    | Iryna Gerashchenko    | Ucraina                    | o    | o    | o    | xxx  |      |      |      | 1,94           |      |
| 7    | Angelina Topić        | Serbia                     | o    | o    | xo   | xxx  |      |      |      | 1,94           |      |
| 8    | Christina Honsel      | Germania                   | o    | xxo  | xo   | xxx  |      |      |      | 1,94           |      |
| 9    | Lia Apostolovski      | Slovenia                   | o    | o    | xxx  |      |      |      |      | 1,90           | SB   |
| 9    | Nadezhda Dubovitskaya | Kazahstan                  | o    | o    | xxx  |      |      |      |      | 1,90           |      |
| 11   | Vashti Cunningham     | Statele Unite ale Americii | xxo  | o    | xxx  |      |      |      |      | 1,90           |      |
| 12   | Nawal Meniker         | Franța                     | o    | xo   | xxx  |      |      |      |      | 1,90           |      |
| 13   | Ella Junnila          | Finlanda                   | o    | xxo  | xxx  |      |      |      |      | 1,90           |      |
| 13   | Elena Kulichenko      | Cipru                      | o    | xxo  | xxx  |      |      |      |      | 1,90           |      |
| 15   | Solène Gicquel        | Franța                     | xo   | xxx  |      |      |      |      |      | 1,85           |      |